# ハートに火をつけて (9mm Parabellum Bulletの曲)
「ハートに火をつけて」（ハートにひをつけて）は、日本のロックバンド、9mm Parabellum Bulletの4枚目のシングル。2012年10月24日にEMIミュージック・ジャパンから発売された。

## 概要
2012年のライブや夏フェスで披露されていた「ハートに火をつけて」に加え、新曲3曲を収録したシングル。シングルのリリースは「新しい光」以来、約1年半ぶりとなる。1曲目がカップリング曲、表題曲が2曲目という変則的な曲順になっている。
完全生産限定盤には収録曲4曲のバンドスコアが同梱された。

## 収録内容
全曲 作詞：菅原卓郎、作曲：滝善充
1. Scream For The Future [1:43]
5月頃に製作された楽曲[3]。曲自体は2分に満たないが、デモ音源の時点では4分近くあったという[3]。滝曰く「イントロやサビのキレを活かすために、ちょっとダラダラしてると感じたセクションは全部切り落として。「キレ」を最大の個性にする曲に仕上げました。」[3]とのこと。
2012年9月9日にニコニコ生放送で行われたバンドの特別番組では、同日に下北沢GARDENで行われた自主企画イベント「カオスの百年 vol.8」で披露された同曲を1曲限定で中継した[4]。
2. ハートに火をつけて [4:02]
スカのリズムが取り入れられた[5]シングル曲であり、滝によると、メロディと歌詞が付く前からシングルにしたいという話は挙がっていたという[5]。前述のように発売前から夏フェスなどで演奏されていた。4月頃にネタ出しが行われ、6月の終わりに歌詞が付き、7月の頭からライブで演奏され始めた[5]。
同曲で「COUNT DOWN TV」（2012年10月20日）、「MUSIC JAPAN」（10月21日）、「ミュージックステーション」（10月26日）の地上波番組に出演した[6]。
3. R.I.N.O. [2:05]
曲自体は『VAMPIRE』の前に存在していたが、似たようなリズムの曲が先にあったことや、アレンジに悩んでいたこともあり、収録が見送られていた[3]。今回、かみじょうのドラムアレンジを難しくしたことで、9mmらしさを一気に出せたという[3]。
4. ラストラウンド  [2:58]
『Movement』のアウトトラックであり、「新しい光」よりも前に出来ていた楽曲[3]。アレンジもほぼ固まっていたが、「新しい光」とサウンドの傾向が少し似ていたことと、「この曲が入るとアルバムのキャラが変わっちゃうかなという気持ちがあった（滝）」などの理由から[3]、「R.I.N.O.」同様収録が見送られていた。しかし、お気に入りの曲であったため、今回のタイミングでアレンジを変えた上で収録に至った[3]。これもリリース前にライブでは披露されていた。